# 侯仙蒂
侯仙蒂（Satinder Kaur "Sindi" Hawkins，1958年9月15日—2010年9月21日），加拿大政治人物，1996年-2009年間以卑詩自由黨黨員身份擔任卑詩省議會議員，先後代表奧卡拿根西選區（1996年-2001年）和基隆拿—米遜選區（2001年-2009年），期間曾在省長金寶爾內閣中任職衛生策劃廳長和跨政府關係省務廳長。她是加拿大首位旁遮普裔女性省議員，以及該國首位印度裔女性省政府內閣廳長。

## 早年生活和事業
她生於印度新德里，本姓阿盧瓦利亞（Ahluwalia），父親曾於印度總理尼赫魯政府中任職通訊官員。她五歲時隨家人移民加拿大，於薩克其萬省斯特吉斯落戶，從當地中學畢業後改居於沙士加通並就讀於該市的科爾西學院，1981年從該校獲取護理文憑。她於沙士加通結識丈夫拉爾夫·霍金斯（Ralph Hawkins）；兩人於1990年代離婚。
她於卡加利大學和山麓醫院護理學院修讀，1988年取得護理學士學位，後供職於卡加利的湯姆·貝克癌症中心並晉升成該院的首席護士。她亦從蒙特婁神經學醫院取得神經科護理學研究生證書，成為首批獲加拿大護士協會認證的神經科護士之一，後出任山麓醫院首席神經外科護士。她後重返卡加利大學修讀法律，1994年取得法律學位，1995年獲取卑詩省執業律師資格，後成立其事務所主攻醫療法律事務。

## 從政
1996年卑詩省省選，侯仙蒂代表卑詩自由黨競逐省議會奧卡拿根西選區（Okanagan West）議席並告當選，首度出任省議員。自由黨在野期間，她曾任官方反對黨衛生評議員，和就業及投資評議員。
奧卡拿根西選區於2001年省選前改組成基隆拿—米遜選區，她在該區以12285票之差連任省議員。自由黨贏取該屆省選後上台執政，侯仙蒂於同年6月獲省長金寶爾任命為衛生策劃廳長。任內她負責計劃該省培訓醫護人員的長遠策略，達致喬治王子城的北英屬哥倫比亞大學、維多利亞大學、和基隆拿的英屬哥倫比亞大學奧卡納干分校增設醫學院。金寶爾於2004年1月調動內閣並廢除衛生策劃廳長職務，侯仙蒂改任跨政府關係省務廳長。
她於2005年省選以5638票之差連任基隆拿—米遜選區省議員，同年9月獲任為省議會副議長。

## 罹患癌症、去世
侯仙蒂於2004年確診患有白血病，並接受胞妹捐贈骨髓，此後她致力推廣癌症研究工作和骨髓捐贈。2007年末她白血病復發，遂再次接受骨髓移植並進行化療。2008年11月17日，她宣布不會在翌年省選競逐連任。
2009年3月，她第三度展開抗癌治療。她於2010年9月21日在長姊的卡加利家中去世，享年52歲。基隆拿的癌症治療中心此後以她更名為卑詩癌症局侯仙蒂南部內陸中心。

## 外部連結
- （英文）卑詩省議會網站 侯仙蒂議員簡介 （页面存档备份，存于）